# Flashback (techniek)
Flashback is een techniek die in de literatuur en in de film veelvuldig wordt toegepast. De lezer of kijker wordt tijdens een flashback mee teruggenomen in het verleden, vaak met het doel de situatie in het heden te verklaren of daar een bepaalde visie op te geven.
In de regel zijn flashbacks dan ook kort, zodat de kijker of lezer er zich van bewust blijft dat vanuit het vertelheden wordt teruggegaan naar het verleden. In de film wordt in zo'n geval regelmatig gebruikgemaakt van een andere kleuring van het beeld: in een kleurenfilm bijvoorbeeld wordt de flashback in zwart-wit gedraaid, of met een patina kleuring. Soms wordt ook een langzame overgang vanuit het heden naar het verleden gecreëerd waarbij het geluid wegsterft. Deze laatste techniek wordt veelvuldig in misdaadseries gehanteerd. De flashback is dan ook bij uitstek geschikt om in beeld te brengen hoe een misdaad in het verleden zich heeft afgespeeld, terwijl in het vertelheden een detective of inspecteur probeert die misdaad op te lossen.
Deze filmtechnieken zijn uiteraard in een literair werk niet te hanteren. Het kan dan wel worden duidelijk gemaakt door witregels of een ander lettertype. Hoewel flashbacks op zich de chronologie van een verhaal doorbreken, betekent dat niet dat een verhaal daarom als niet-chronologisch wordt benoemd. Wanneer de verhaalsequenties waarin het vertellersheden wordt opgeroepen chronologisch geordend zijn (dus met de gebeurtenissen van het vertellersheden in tijd na elkaar), wordt toch gesproken van een chronologisch verhaal (zij het een verhaal met flashbacks). Alleen wanneer de hoofdsequenties door elkaar heen gesneden zijn, is er sprake van een niet-chronologisch verhaal (voorbeelden: de roman Vluchtwegen van Michiel van Kempen en de cyclus De tandeloze tijd van A.F.Th. van der Heijden).

## Raamvertelling
Ten slotte is er nog een bijzondere vorm van de flashback: de raamvertelling waarbij de "flashback" veel meer ruimte inneemt dan het "hoofdverhaal".